# Mirjam Puchner
Mirjam Puchner (Schwarzach im Pongau, 18 de mayo de 1992) es una deportista austríaca que compite en esquí alpino. Su hermano Joachim compite en el mismo deporte.
Participó en los Juegos Olímpicos de Pekín 2022, obteniendo una medalla de plata en la prueba de supergigante.
Ganó una medalla de plata en el Campeonato Mundial de Esquí Alpino de 2025, en la prueba de descenso. En la Copa del Mundo consiguió dos victorias y ocho podios en total.

## Palmarés internacional
| Juegos Olímpicos   | Juegos Olímpicos   | Juegos Olímpicos | Juegos Olímpicos |
| Año                | Lugar              | Medalla          | Prueba           |
| ------------------ | ------------------ | ---------------- | ---------------- |
| 2022               | Pekín (China)      | Medalla de plata | Supergigante     |
| Campeonato Mundial |                    |                  |                  |
| Año                | Lugar              | Medalla          | Prueba           |
| 2025               | Saalbach (Austria) | Medalla de plata | Descenso         |